# Ceriana grahami
Ceriana grahami är en tvåvingeart som först beskrevs av Shannon 1925.  Ceriana grahami ingår i släktet griffelblomflugor, och familjen blomflugor. Inga underarter finns listade i Catalogue of Life.